# Longibrachium falcigerum
Longibrachium falcigerum är en ringmaskart som beskrevs av Paxton och Gillet 2004. Longibrachium falcigerum ingår i släktet Longibrachium och familjen Onuphidae. Inga underarter finns listade i Catalogue of Life.